# Цветелина Максимова
Цветелина Максимова е български живописец и иконописец.

## Биография
Родена е на 7 септември 1966 година във Враца. Завършва Средното художествено училище по приложни изкуства в София (1985) и специалност „Живопис“ във Великотърновския университет „Св. св. Кирил и Методий“ (1991). През 2009 г. е на специализация в парижката „Cité internationale des arts“.
Твори жипопис и иконопис. Нейни произведения са показвани в над 50 общи художествени изложби в България и чужбина. Организира 5 самостоятелни изложби. През 2013 г. участва в Третото биенале на църковните изкуства във Велико Търново с иконите „Св. Богородица Умиление“ (2012) и „Св. Троица“ (2012), които са реализирани с техниката темпера върху дърво.
През 2000 г. се присъединява към арт-групата „Дупини“, а от 2004 г. членува в Съюза на българските художници.